# Liobracon costaricensis
Liobracon costaricensis är en stekelart som beskrevs av Marsh 2002. Liobracon costaricensis ingår i släktet Liobracon och familjen bracksteklar. Inga underarter finns listade i Catalogue of Life.